# Closer to You
Closer to You es el undécimo álbum de estudio del músico estadounidense JJ Cale, publicado por la compañía discográfica Delabel Records en agosto de 1994.

## Lista de canciones
Todas las canciones escritas y compuestas por JJ Cale. 
| N.º | Título               | Duración |  |
| 1.  | «Long Way Home»      | 2:50     |  |
| 2.  | «Sho-Biz Blues»      | 3:39     |  |
| 3.  | «Slower Baby»        | 5:00     |  |
| 4.  | «Devil's Nurse»      | 3:45     |  |
| 5.  | «Likee You Used To»  | 3:02     |  |
| 6.  | «Borrowed Time»      | 4:13     |  |
| 7.  | «Rose in the Garden» | 3:00     |  |
| 8.  | «Brown Dirt»         | 3:26     |  |
| 9.  | «Hard Love»          | 4:18     |  |
| 10. | «Ain't Love Funny»   | 2:43     |  |
| 11. | «Closer to You»      | 2:46     |  |
| 12. | «Steve's Song»       | 4:02     |  |

## Posición en listas
| País  | Lista              | Posición |
| ----- | ------------------ | -------- |
| Suiza | Swiss Music Charts | 50       |